# 陸時雍 (嘉靖進士)
陸時雍（1497年—？年），字幼淳，號平川，浙江湖州府歸安縣人，明朝政治人物。

## 生平
治《易經》，行三，浙江鄉試第四十七名舉人，年二十七歲中式嘉靖二年（1523年）癸未科會試第三百四十七名，第三甲第九十二名進士。授江西上高县知县，建便民仓，纂修水利志，调任永宁县。擢工部主事，历升员外郎、郎中，嘉靖十年十月上疏请求疏通卢沟河、琉璃河、滹沱河等淤壅的下流支河，清除水患。十四年五月因以主事潘瑞下狱，惧怕事情牵连自己，上疏乞病休，并大力弹劾武定侯郭勋，遂被降一级，调任远方，贬海北盐课提举。後累升四川按察司佥事，二十一年九月升江西提学副使，因心脏病养病告归，二十三年六月以旷职被礼科右给事中陈棐弹劾。著有《平川遗稿》、《南游漫稿》。

## 家族
曾祖陸義，承事郎。祖父陆瑜。父陸濂。母沈氏。永感下。兄陸時中（嘉靖元年舉人、贡士）、陸時和。